# Desdimelita desdichada
Desdimelita desdichada är en kräftdjursart som först beskrevs av Jerry Laurens Barnard 1962. Desdimelita desdichada ingår i släktet Desdimelita och familjen Melitidae. Inga underarter finns listade i Catalogue of Life.